# Plotino Rhodakanaty
Plotino Constantino Rhodakanaty (em grego:  Πλωτίνος Κωνσταντίνος Ροδακανακις; Atenas, 14 de outubro de 1828 - Cidade do México, 2 de fevereiro de 1890) foi um alfaiate anarquista cristão nascido na Grécia que migrou para o México em 1861 onde teve um papel fundacional na militância anarquista naquele país.

## Biografia
Após ter lutado pela independência da Grécia e da Hungria Plotino Rhodakanaty chega ao México escapando das forças do Império Austríaco que havia condenado-o a morte. Na bagagem Plotino traz ao México os primeiros livros de Proudhon e Charles Fourier, pensadores dos quais se considerava discípulo. 
Ao desembarcar buscou estabelecer junto aos camponeses e indígenas uma organização com base na proposta comunal de Charles Fourier (Falanstério) e no mutualismo proudhoniano. Plotino Rhodakanaty pode ser considerado um antecessor direto, e mesmo o fundador do Magonismo uma vez que indentificava nas formas organizacionais e ácratas dos povos indígenas a base sobre a qual se desenvolveria o socialismo libertário, reconhecendo na necessidade de compreender os modos de ser dos indígenas e suas formas de organização solidária. 
Defendeu a autogestão como forma de organização e ainda em 1861 escreveu sua "Cartilha Socialista", como forma de propagar de maneira acessível os pensamentos de Charles Fourier entre os camponeses do México.
Dois anos depois, em 1863, fundou o primeiro grupo de estudos anarquistas do México. À época conhecido como Grupo de Estudantes Socialistas, os seus membros adeririam mais tarde as teses de Bakunin alguns deles se tornariam grandes líderes comunitários, sindicalistas e divulgadores do pensamento anarquista no México. Entre estes destacam-se o propagandista Hermenegildo Villavicencio e o anarcosindicalista Santiago Villanueva.
A primeira organização declaradamente anarquista só surgiria em 1868 quando Plotino e o Grupo de Estudantes Socialistas fundam a La Social. Envolvida nas lutas sindicais em pró dos direitos dos trabalhadores, jornada reduzida, condições dignas e melhores salários. Os membros do La Social também foram os fundadores dos primeiros núcleos da Associação Internacional dos Trabalhadores (AIT) em território mexicano.